# Proszowice

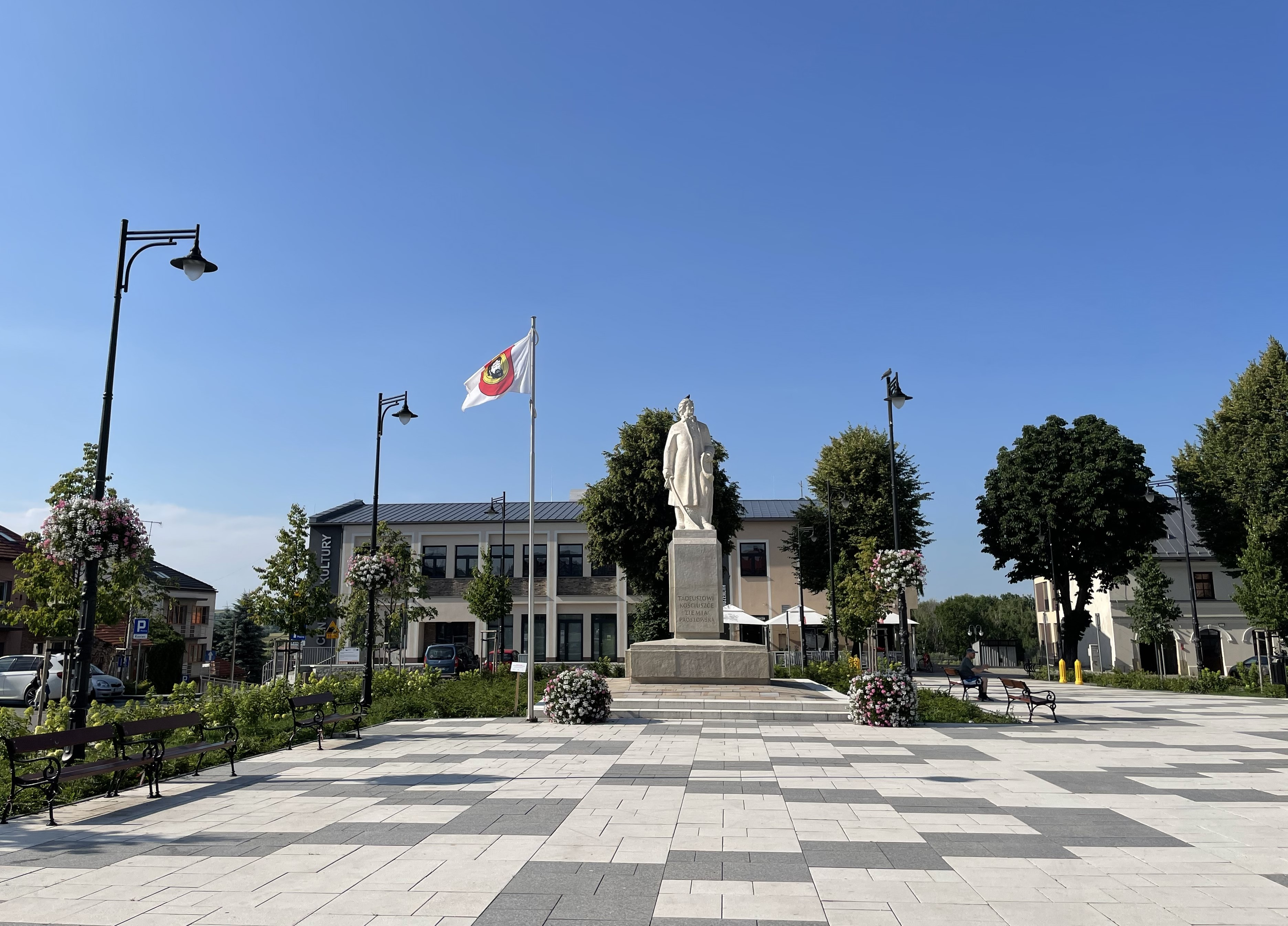
Pomnik Tadeusza Kościuszki na Rynku, włościanie proszowiccy masowo brali udział w insurekcji kościuszkowskiej (1794).

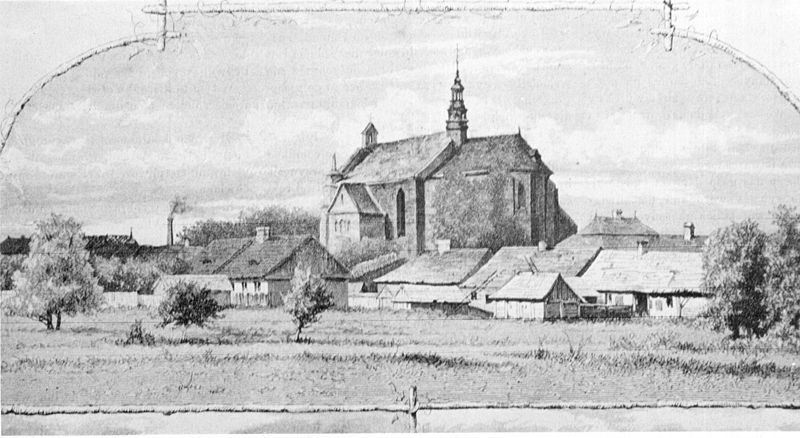
Widok miasta w 1883 r.

Proszowice – miasto powiatowe w województwie małopolskim, w powiecie proszowickim, położone 18 km na północny wschód od granic administracyjnych Krakowa. Proszowice położone są na prawym brzegu rzeki Szreniawy na płaskowyżu proszowickim. Siedziba gminy miejsko-wiejskiej Proszowice.
Miasto wielkorządców krakowskich w powiecie proszowickim województwa krakowskiego w końcu XVI wieku. W latach 1975–1998 miejscowość administracyjnie należała do województwa krakowskiego.
Prawa miejskie od 1358 r. Były miastem królewskim Korony Królestwa Polskiego. W latach 1496–1793 siedziba sejmików ziemskich przedrozbiorowego województwa krakowskiego.
Regionalny ośrodek handlu rolno-spożywczego. Według danych GUS z 31 grudnia 2019 r. miasto miało 5983 mieszkańców.

## Historia

### Prehistoria
W rejonie Proszowic spotyka się ślady pochodzące jeszcze z czasów neolitu, a także kultury łużyckiej. W okresie migracji i ekspansji Słowian (VI–VII w.) obszary Małopolski zostały przez nich zasiedlone. Powstałe plemię Wiślan stworzyło silne jednostki administracyjne, przypominające państwo, w skład którego weszły tereny powiatu proszowickiego. Wybudowali oni gródek książęcy, który nie tylko był siedzibą władcy, ale również spełniał funkcje obronne. Dolina Szreniawy sprzyjała rozwojowi rolnictwa, dlatego Proszowice były w dawnych czasach ośrodkiem handlu zbożem.

### Średniowiecze
W XI–XIII w. okolice Proszowic były gęsto zaludnione. W 1222 r. rycerz Przybysław Prosowic z rodu Szreniawitów. Początkowo miejscowość była własnością rycerską, do początku XIV w. należały prawdopodobnie do rodu Szreniawitów lub Drużynnitów, później przeszły w ręce królewskie. W połowie XIII w. według tradycji powstała parafia i wzniesiono kościół, w którym miała znajdować się inskrypcja, mówiąca że najstarszy kościół został zbudowany w czasach Bolesława V Wstydliwego w 1240 r. W 1358 r. miasto królewskie lokowane pomiędzy 1356 a 1358 rokiem na prawie magdeburskim otrzymało przywileje samorządowe i targowe. Osada rozrosła się w miasteczko handlowe i rzemieślnicze. Od połowy XIV w. odbywały się roki sądowe ziemi krakowskiej, po raz pierwszy wzmiankowane w źródłach pisanych w 1377 r. Działając z dłuższymi przerwami, zwłaszcza w XVII w. i XVIII w., przetrwały aż do reformy sądownictwa przeprowadzonej przez zaborcę pod koniec wieku XVIII.
Wiek XV był czasem rozkwitu Proszowic. Miejscowi rzemieślnicy, m.in. kowale, pracujący dla dworu królewskiego, przyjmowani byli do cechów krakowskich. Miasto wówczas zaliczano w województwie krakowskim do grupy II, to jest do osad, które na wypadek wojny mogą wystawić od 4 do 12 pieszych. W kategorii tej znalazły się także Wieliczka, Olkusz, Kłobuck, Lelów. W 1403 r. odnotowany został pierwszy student Akademii Krakowskiej pochodzący z Proszowic – Mikołaj (prawd. Mikołaj Skóra), który został wypromowany na mistrza sztuk wyzwolonych. W 1407 r. wielki pożar zniszczył miasto, a wraz z nim dwór królewski, szybko po katastrofie odbudowany. W 1410 r. wybudowano bitą drogę z Proszowic do Krakowa. Od 1456 r. miasto miało przywilej cotygodniowych jarmarków. Kronikarz Jan Długosz opisuje Proszowice jako miasto mające 14 łanów i folwark królewski, kościół parafialny był murowany, trakt przechodzący przez Proszowice służył królom w drodze do Korczyna, Kielc, Lublina i na Litwę. Statutem króla Jana I Olbrachta z 1496 r. miasto zostało wyznaczone na miejsce sejmików ziemskich województwa krakowskiego, odbywały się w kościele.

### Nowożytność

Dokument Zygmunta I Starego dotyczący ustanowienia w Proszowicach trzech targów dorocznych

W początku XVI w. Proszowice stały się siedzibą powiatu (w 1485 r. odnotowano istnienie powiatu, choć oddzielny powiat proszowicki jeszcze formalnie nie istniał). Należały do niego m.in. miasta: Działoszyce, Koszyce, Nowe Brzesko, Skalbmierz, Słomniki. Powiat przetrwał do rozbiorów, chociaż jego granice ulegały zmianom. Wzrosła zamożność kupców, karczmarzy, piwowarów. Zbudowano ratusz i wiele domów, powstało bractwo cechowe. Bogate prebendy proszowickie otrzymali profesorowie Akademii Krakowskiej. W 1532 r. król Zygmunt I Stary nadał Proszowicom przywilej budowy wodociągów i kanalizacji.
Przełom XVI/XVII w. był początkiem upadku i zubożenia miasta, zanikło rzemiosło, burzliwe sejmiki stały się klęską i postrachem miasta, doszło nawet do rozlewu krwi w kościele. W 1619 r. pożar zniszczył drewnianą zabudowę, w 1651 r. wybuchł kolejny pożar, w którym spłonął ratusz. Miasto poważnie ucierpiało podczas potopu szwedzkiego. Proszowice należały w 1733 r. do wielkorządców krakowskich, nie podźwignęło się jednak z upadku. Inwentarz z tego okresu podaje tylko 60 domów; w 1775 r. liczyło 88 domów i 6 dworków szlacheckich; w 1791 r. było 111 domów (w tym 32 na Rynku) i 825 mieszkańców, w części królewskiej były 103 domy (dworek kasztelana krakowskiego, dworek wojewody krakowskiego, 2 dworki szlacheckie, 96 domów mieszkalnych, młyn zbożowy, folwark młyński i karczma), w duchownej – 8 (3 domy księży, szkoła parafialna, altaria św. Anny, szpital św. Ducha, folwark szpitalny, organaria). W 1765 odnotowano zamieszkiwanie miasta przez 8 Żydów.

### Rozbiory

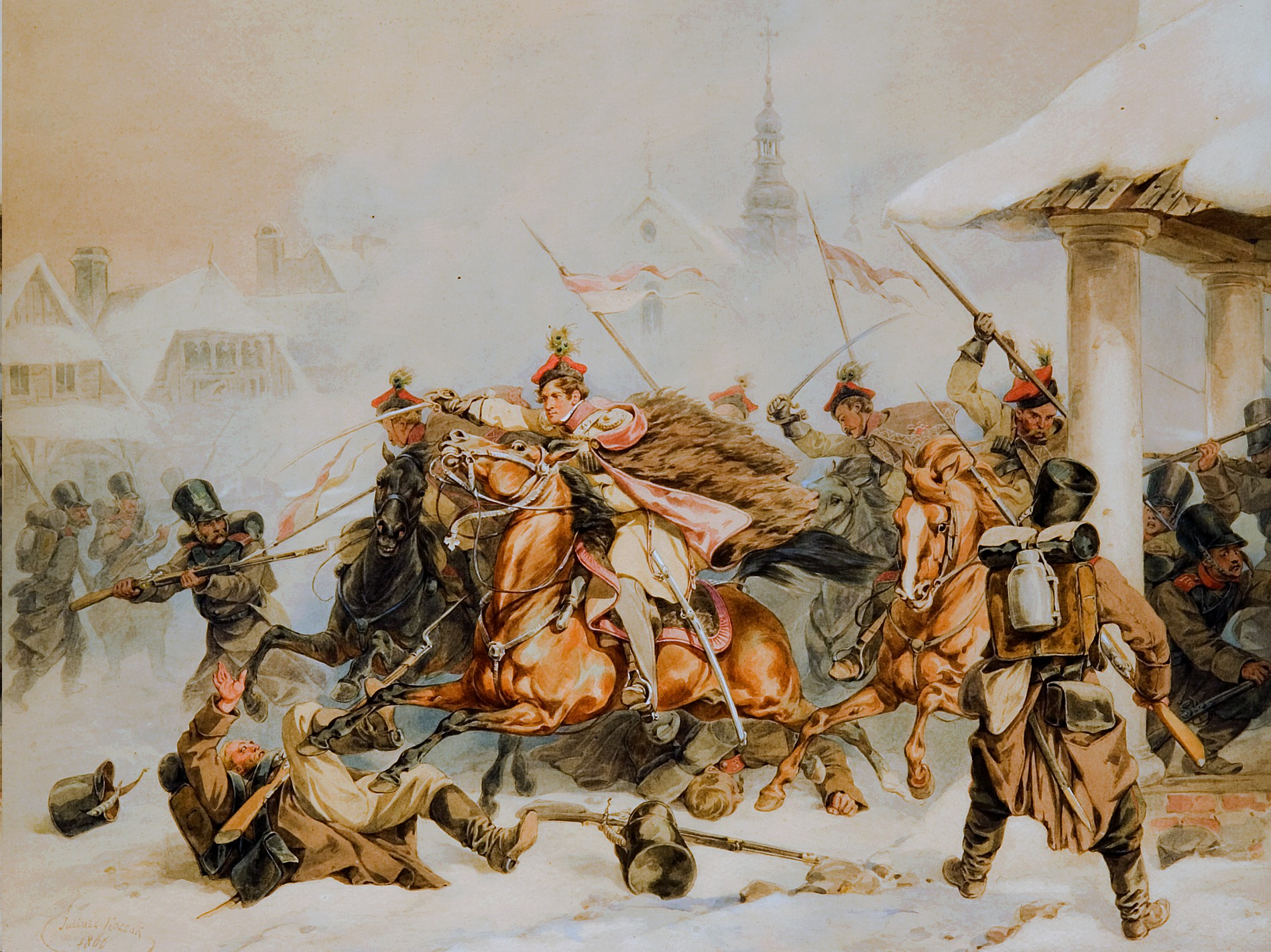
Szarża krakusów na Rosjan w Proszowicach w 1846 r., akwarela Juliusza Kossaka z 1866 r.

Włościanie proszowiccy masowo brali udział w insurekcji kościuszkowskiej (1794). Po III rozbiorze Polski Proszowice włączono do zaboru austriackiego, następnie w 1809 r. miasto i okolica weszły do Księstwa Warszawskiego. Po kongresie wiedeńskim w 1815 r. ziemia proszowicka włączona została do Królestwa Polskiego (kongresowego), będącego częścią składową Imperium Rosyjskiego. Proszowice w zaborze rosyjskim znajdowały się w województwie krakowskim ze stolicą w Kielcach. Kraków i najbliższe okolice tworzyły wówczas Wolne Miasto, co spowodowało oderwanie Proszowic od rynku zbytu i ośrodka kulturalnego Krakowa. Miasto weszło w skład powstałej w 1837 r. guberni krakowskiej, później przemianowanej na gubernię kielecką. W 1846 r. podczas powstania krakowskiego 40-osobowy oddział Zygmunta Jordana rozbił sotnię kozaków rosyjskich. W ramach represji za popieranie powstania styczniowego, Rosjanie w 1867
 r. odebrali Proszowicom prawa miejskie. Podczas spisu ludności z 1827 r. odnotowano 1027 mieszkańców i 154 domy, na Rynku stał drewniany ratusz. Opis miejscowości z 1887 r. wymienia:
osada miejska, folwark i dobra, przed 1867 r. miasto, powiat miechowski, gmina i parafia Proszowice. Leży wśród wyżyny krakowskiej, sięgającej w okolicznych wzgórzach do 1050 st. n.p.m., na wzgórzu wznoszącem się na brzegu obszernej kotliny, która zapewne stanowiła niegdyś dno jeziora. Dziś wody tego zbiornika uprowadza Szreniawa. Proszowice leżą przy starożytnym trakcie z Krakowa do Kielc, połączone z Krakowem drogą bitą, odległość od Miechowa 28 w., od Krakowa około 4 mil, a od Wisły 2 mile. Proszowice posiadają obecnie kościół parafialny murowany, kościółek filialny za osadą, szkołę początkowe męską i żeńską, dom przytułku dla starców, sąd gm. okr. V, urząd gm., st. pocztę, fabrykę narzędzi rolniczych, aptekę, około 200 domów (przeważnie drewniane) i do 2000 mieszkańców. Na obszarze folwarku jest browar i młyn wodny. Proszowicka parafia, dek. miechowski, 4736 dusz. Proszowice są starożytną osadą, stanowiącą centralny punkt słynnej z żyzności okolicy. Spływające ku Wiśle wody północnych tarasów wyżyny krakowskiej powyżłobiały tu liczne doliny i poznośiły bogate pokłady napływowe, którym gleba proszowska zawdzięcza swą słynną urodzajność. Żyzność gleby ściągła tu licznych osadników i zachęcała do rolnictwa, zwłaszcza że bliskość Krakowa i drogi wodnej (Wisła) ułatwiała zbyt korzystny. Dolina Szreniawy stanowi kolebkę licznych rodów małopolskich.

### I wojna światowa

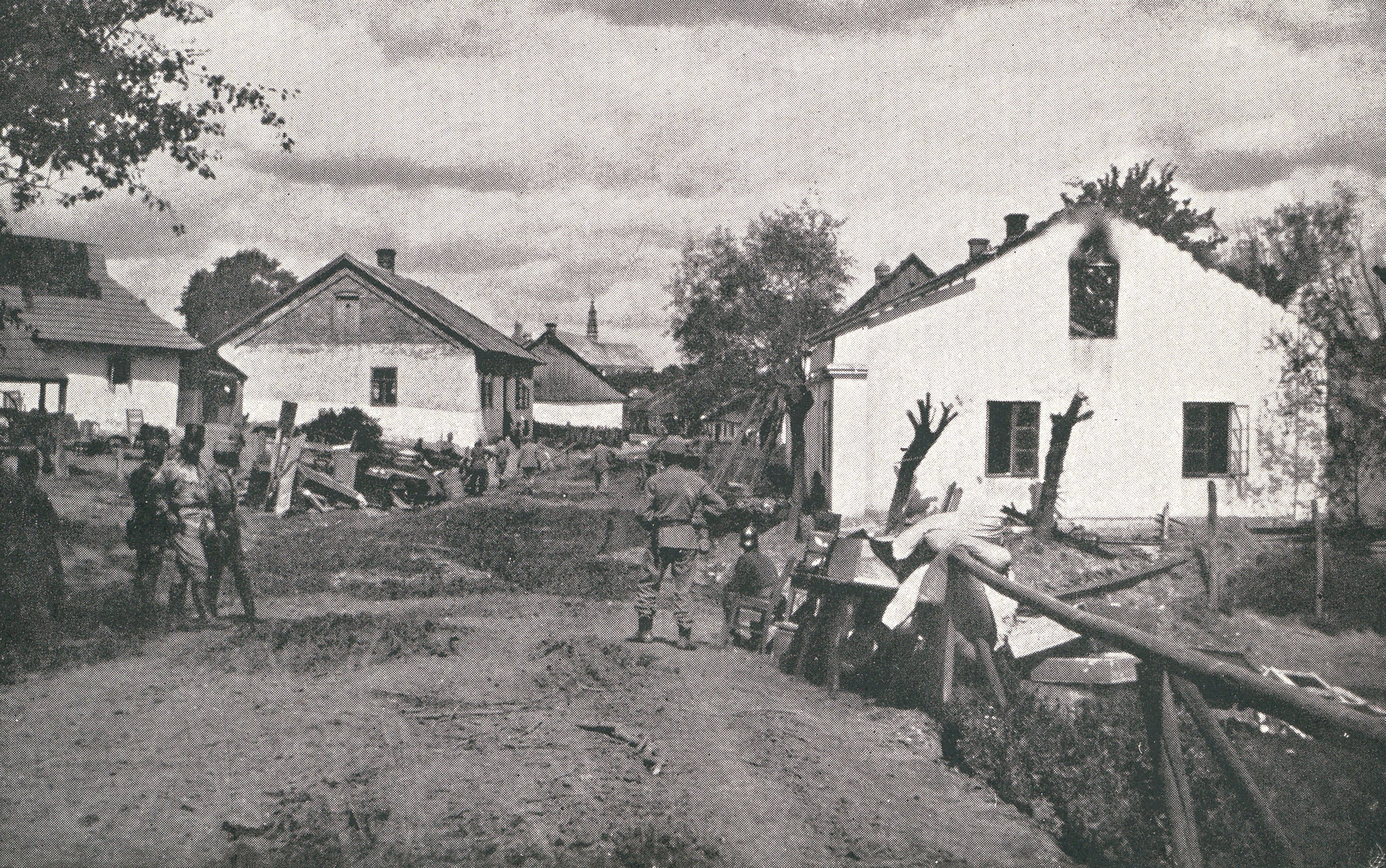
Proszowice w 1914

Podczas I wojny światowej Rosjanie rozlokowani byli wzdłuż linii Rzędowice – Makocice – Opatkowice – Szreniawa. Austriacy atakowali od strony Łaganowa. Ich artyleria zburzyła i uszkodziła wiele domów w Proszowicach, spowodowała pożar kościoła parafialnego.

### II Rzeczpospolita
Po odzyskaniu przez Polskę niepodległości w 1918 r., dawny powiat proszowski podzielono między powiaty: miechowski i pińczowski. W okresie międzywojennym Proszowice jako część powiatu miechowskiego wchodziły w skład województwa kieleckiego. W 1923 r. przywrócono prawa miejskie. W 1925 r. otwarto połączenie kolei wąskotorowej: Szreniawa – Proszowice, Proszowice – Posądza ze stacją kolejową. W 1939 w mieście mieszkało 1323 Żydów.

### II wojna światowa
W czasie wojny obronnej 55. Dywizja Piechoty wchodząca w skład Armii „Kraków” Wojska Polskiego stoczyła ciężkie walki z Wehrmachtem w nocy z 6 nr 7 września 1939 r. Zginęło 108 Polaków, pożar strawił 1/3 miasta, spłonęło wtedy archiwum miejskie. Holocaust spowodował zniszczenie społeczności żydowskiej Proszowic skupiającej przed wojną ponad 1000 osób. W lipcu 1944 Proszowice zostały wyzwolone czasowo przez oddziały partyzanckie i powstała tzw. Rzeczpospolita Partyzancka lub Kazimiersko-Proszowicka Rzeczpospolita Partyzancka. Okupant niemiecki został wyparty z miasta 17 stycznia 1945 przez oddziały 59. i 60. Armii 1. Frontu Ukraińskiego.

## Demografia

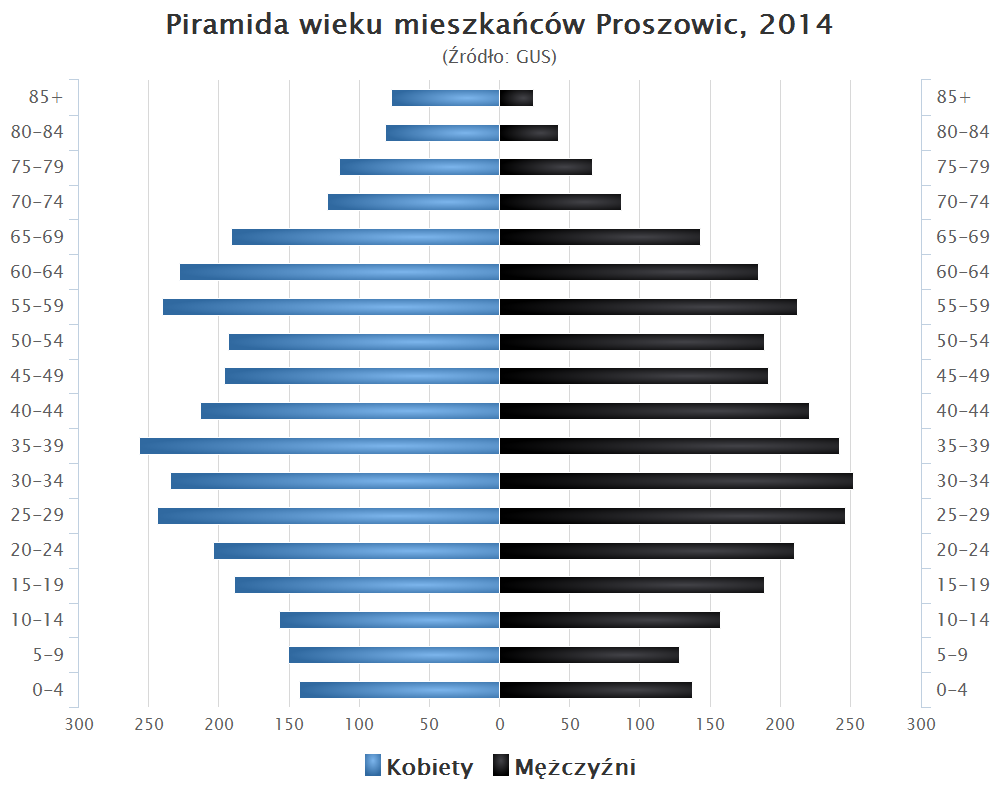
Piramida wieku mieszkańców Proszowic w 2014 roku

### Współczesność
W 1945 r. Proszowice weszły w skład województwa krakowskiego w powiecie miechowskim. W 1954 r. przywrócono powiat proszowicki, jednak okrojony w porównaniu z przedrozbiorowym. Po zniesieniu powiatów w 1975 r., miasto należało do województwa krakowskiego (tzw. województwa miejskiego krakowskiego). Po reformie administracyjnej z 1999 r. przywrócono powiat proszowicki w województwie małopolskim. W 2008 roku obchodzono 650-lecie lokacji miasta.

## Zabytki
Obiekty wpisane do rejestru zabytków nieruchomych województwa małopolskiego.
- Zespół urbanistyczny miasta: relikt układu przedlokacyjnego, układ lokacyjny, dawne przedmieścia, kościół parafialny;
- kościół parafialny pw. Wniebowzięcia Matki Boskiej i św. Jana Chrzciciela, otoczenie, drzewostan;
- kaplica pw. św. Trójcy, dzwonnica, ogrodzenie z bramą i furtką, drzewostan.

### Inne zabytki
- Cmentarz parafialny z II ćw. XIX wieku;
- cmentarz żydowski;
- słup Boża Męka z XVII wieku;
- krzyż tzw. Biały Krzyż z XIX wieku;
- krzyż drewniany Grupa Ukrzyżowania z XIX wieku;
- figura Jezusa Frasobliwego z XIX wieku;
- kapliczka Jezusa Frasobliwego z XIX wieku.

Zabytki Proszowic
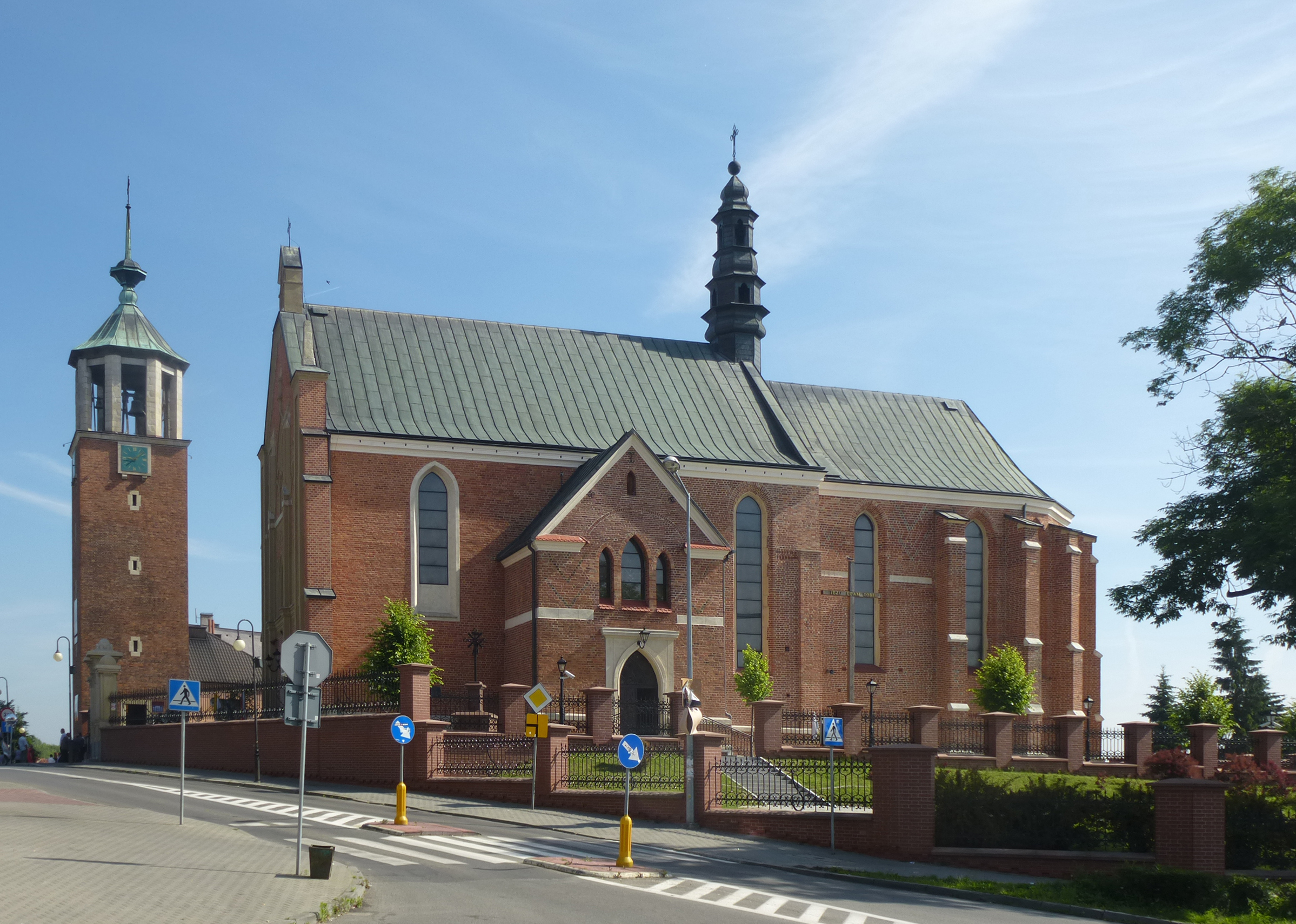
Kościół parafialny pw. Wniebowzięcia Najświętszej Maryi Panny i św. Jana Chrzciciela
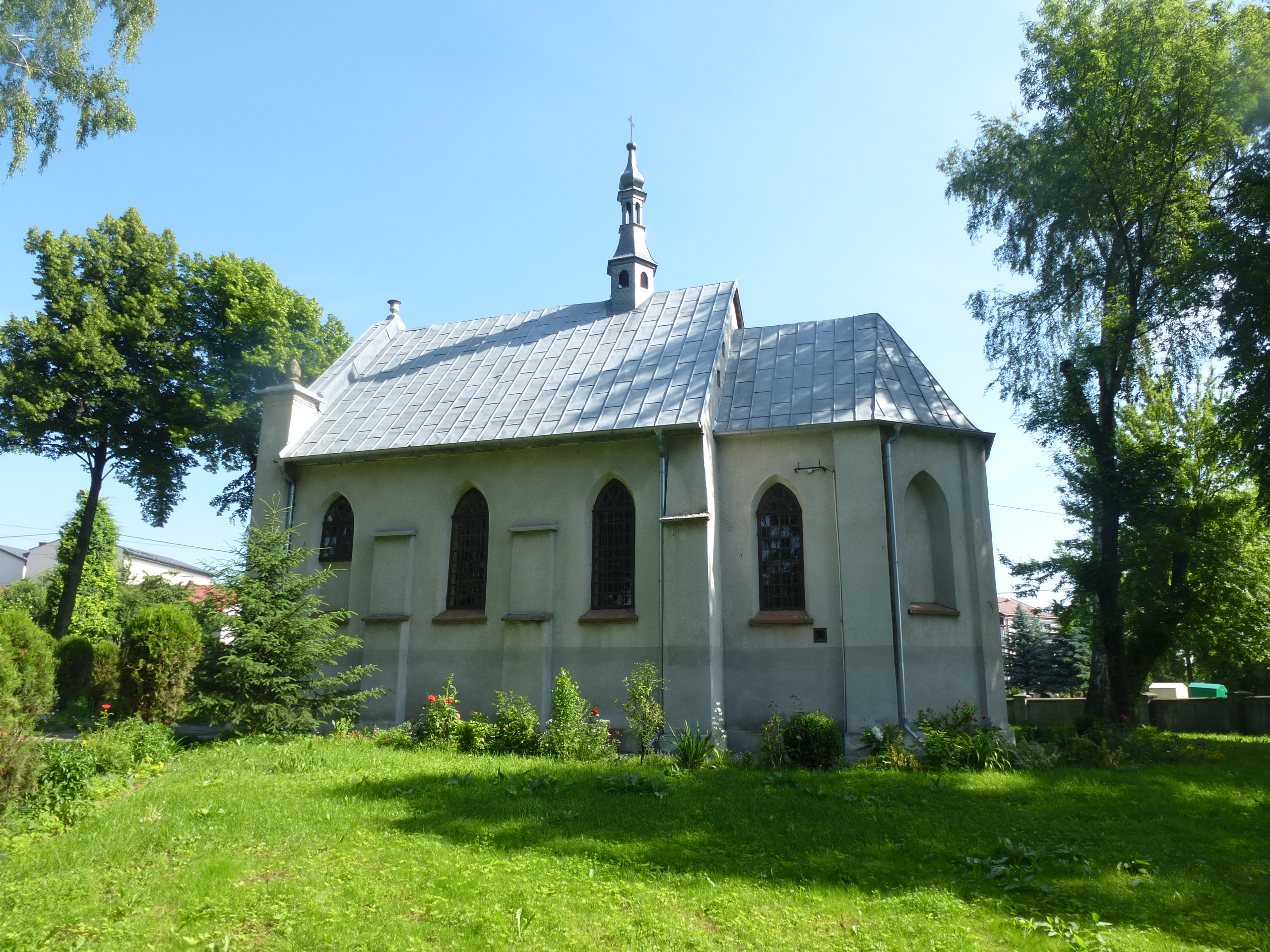
Kaplica pw. św. Trójcy
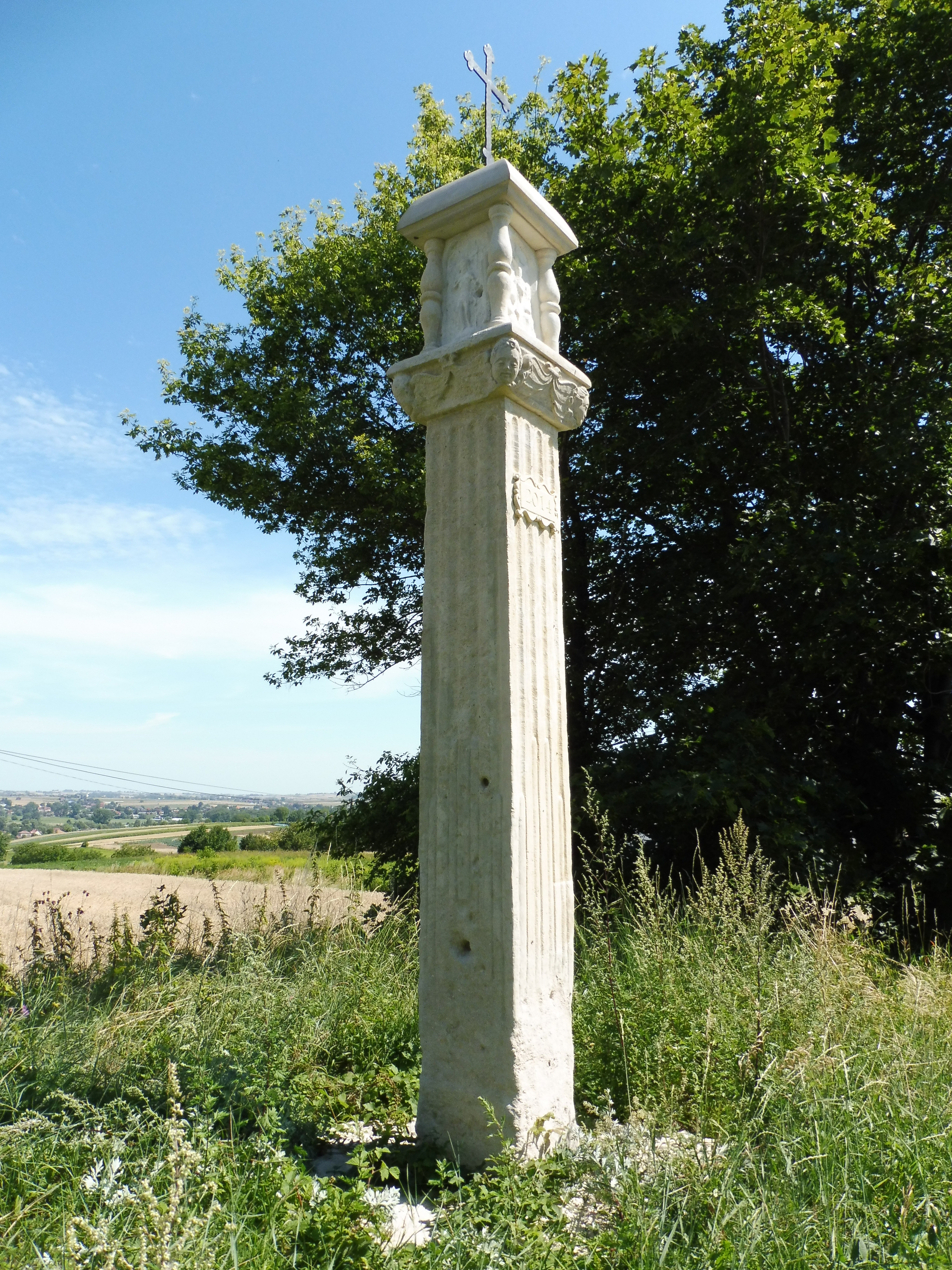
Słup Boża Męka z 1632 r., odnowiony 2014 r.

## Gospodarka
Proszowice są regionalnym ośrodkiem handlu rolno-spożywczego, gdzie działa giełda rolna, na której można zaopatrzyć się w warzywa i inne płody rolne oraz zwierzęta hodowlane. Okoliczne żyzne gleby sprzyjają rolnictwu. Na terenie miasta nie ma dużych zakładów przemysłowych, występuje tylko drobny przemysł, usługi i handel.

## Edukacja
- Szkoła Podstawowa Nr 1 w Proszowicach im. Tadeusza Kościuszki
- Szkoła Podstawowa Nr 2 w Proszowicach im. 6 Brygady Powietrznodesantowej gen. Stanisława Sosabowskiego
- Zespół Szkół w Proszowicach im. Bartosza Głowackiego

## Ogród biblijny
W 2008 r. oddano do użytku pierwszy w Polsce ogród biblijny.

## Kluby sportowe w Proszowicach
- Proszowianka Proszowice
- Pogoń Proszowice
- Stowarzyszenie Akademia Piłkarska Proszowice[16]

## Współpraca międzynarodowa
Miasta i gminy partnerskie:  Fichtenberg

## Administracja
W Proszowicach swą siedzibę ma Unia Miasteczek Polskich.
W budynku Urzędu Gminy i Miasta Proszowice siedzibę ma Związek Międzygminny ds. Gazyfikacji, Rozwoju Terenów Wiejskich i Ochrony Środowiska w Proszowicach.